# Alviks IK
Alviks IK, bildad 5 februari 1934, är en fotbollsklubb från Alvik i Luleå kommun i Sverige. 
Alviks IK:s damlag spelar just nu i division 3, men har spelat i Damallsvenskan säsongen 2002. Alviks IK:s herrlag spelar i division 4. 
Alviks IK:s hemmaarena heter Liko Arena, efter det stora patientlyftföretaget Liko i Alvik.